# Nitti – Der Bluthund
Nitti – Der Bluthund (Originaltitel: Nitti: The Enforcer) ist ein US-amerikanischer Kriminalfilm aus dem Jahr 1988 über Frank Nitti, den einstigen Boss des Chicago Outfit.

## Handlung
Frank Nitti kommt als junger Mann nach Chicago, wo er rasch in Auseinandersetzungen zwischen Jugendbanden gerät. Er wird Vertrauter des Gangsters Al Capone, der Mitglied des sogenannten Chicago Outfit ist. Nach und nach arbeitet er sich an die Spitze der Organisation, bis er von privaten und beruflichen Schicksalsschlägen geplagt wird und im Jahr 1943 Selbstmord begeht.

## Hintergrund
Der von Giro International und Leonard Hill Films produzierte Film wurde am 17. April 1988 in den Vereinigten Staaten veröffentlicht.

## Kritik
Das Lexikon des internationalen Films urteilt, der Film sei ein „[i]nsgesamt [...] akzeptabler Genrefilm“. Der „beachtlichen Leistung des Hauptdarstellers und der gelungenen Einbeziehung historischer Wochenschauaufnahmen“ stünden „Mängel in der psychologischen Charakterisierung gegenüber“.